# Lista de museus e centros culturais da Bahia
Este é uma lista dos museus e centros culturais do estado da Bahia, estado do Brasil.

## Histórico da museologia baiana
Os primeiros registros de um interesse museológico ou museal no estado da Bahia encontram-se na primeira metade do século XIX, por meio da prática colecionista (o "colecionismo") de viajantes europeus que recolhiam materiais que lhes interessavam e deixavam no país aquilo que não conseguiam levar para a Europa, como o caso do francês Jean-Baptiste Douville que, em 1835, reuniu uma coleção de peças de história natural e, após cruzar terras da Província da Bahia, decidiu doar às autoridades locais o material recolhido. Este material seria oficializado pela administração pública da cidade do Salvador da época como uma coleção permanente institucionalizado sob a forma de museu no Liceu Provincial para fins de estudo e instrução.
A museologia na Bahia tem suas origens com a criação do Museu do Estado da Bahia (atual Museu de Arte da Bahia) em 1918, ainda durante a República Velha, por iniciativa do governo estadual baiano.
As preocupações museológicas e patrimoniais no estado do Bahia contribuíram para que fosse implantado, em 1969, o primeiro curso de graduação em Museologia na Universidade Federal da Bahia (UFBA), o qual foi o primeiro curso voltado para essa área de conhecimento que foi implantado nas regiões Norte e Nordeste do Brasil. Esse curso era vinculado inicialmente ao Departamento de História da UFBA.
A rede se expandiu, em grande parte, a partir da década de 1970, durante a gestão do governador Luiz Viana, com a criação de museus fora da capital baiana, como o Museu do Recôncavo Wanderley Pinho e Parque Histórico Castro Alves.

## Listagem
| Imagem | Município               | Instituição                                           | Caráter da instituição                 | Tipologia                                                | Ano de fundação         | Referências  |
| ------ | ----------------------- | ----------------------------------------------------- | -------------------------------------- | -------------------------------------------------------- | ----------------------- | ------------ |
|        | Cabaceiras do Paraguaçu | Parque Histórico Castro Alves                         | pública estadual                       | acervo biográfico                                        | 11 de fevereiro de 1971 | [ 4 ]        |
|        | Caetité                 | Arquivo Público Municipal de Caetité (APMC)           | pública municipal                      | acervo documental, histórico, científico e governamental | 21 de fevereiro de 1997 | [ 5 ]        |
|        | Caetité                 | Museu do Alto Sertão da Bahia (MASB)                  | pública municipal                      | acervo histórico, arqueológico e artístico               | 15 de agosto de 2013    | [ 6 ]        |
|        | Candeias                | Museu do Recôncavo Wanderley Pinho                    | pública estadual                       | acervo artístico e histórico                             | 15 de fevereiro de 1971 | [ 4 ]        |
|        | Feira de Santana        | Museu Casa do Sertão                                  | pública estadual                       | acervo bibliográfico, memorial e histórico               | 30 de junho de 1978     | [ 7 ]        |
|        | Ilhéus                  | Museu da Capitania de Ilhéus                          | privada                                | acervo documental e histórico                            | 2017                    | [ 8 ]        |
|        | Juazeiro                | Museu Regional do São Francisco                       | privada                                | acervo artístico, documental e histórico                 | 2000                    | [ 9 ]        |
|        | Mucugê                  | Museu Vivo do Garimpo                                 | pública municipal                      | acervo histórico                                         | 2007                    | [ 10 ]       |
|        | Salvador                | Casa de Ruy Barbosa                                   | privada                                | acervo biográfico                                        | 5 novembro de 1949      | [ 11 ]       |
|        | Salvador                | Casa do Benin                                         | pública municipal                      | acervo artístico e cultural                              | 1988                    | [ 12 ]       |
|        | Salvador                | Museu Abelardo Rodrigues                              | pública estadual                       | acervo artístico                                         | 5 de novembro de 1981   | [ 4 ]        |
|        | Salvador                | Museu Afro-Brasileiro                                 | pública federal                        | acervo artístico e cultural                              | 7 de janeiro de 1982    |              |
|        | Salvador                | Museu da Cidade                                       |                                        | Acervo artístico, cultural, biográfico                   | 5 de julho de 1973      | [ 13 ]       |
|        | Salvador                | Museu de Arte da Bahia (MAB)                          | pública estadual                       | acervo artístico                                         | 23 de julho de 1918     | [ 14 ] [ 4 ] |
|        | Salvador                | Museu de Arte Moderna da Bahia (MAM-BA)               | pública estadual                       | acervo artístico                                         | 1959                    | [ 15 ] [ 4 ] |
|        | Salvador                | Museu de Arte Sacra da UFBA (MAS-UFBA)                | pública federal                        | acervo artístico e sacro                                 | 19 de agosto de 1959    |              |
|        | Salvador                | Museu Geológico da Bahia (MGB)                        | pública estadual                       | acervo científico                                        | 4 de março de 1975      | [ 16 ]       |
|        | Salvador                | Museu Rodin Bahia (ou Palacete das Artes Rodin Bahia) | pública estadual                       | acervo artístico                                         | 2007                    | [ 4 ]        |
|        | Vitória da Conquista    | Museu Pedagógico Casa Padre Palmeira (MP)             | pública estadual (universitária: UESB) | acervo documental, histórico e científico                | 1999                    | [ 17 ]       |
|        | Vitória da Conquista    | Museu Regional de Vitória da Conquista (MRVC)         | pública estadual (universitária: UESB) | acervo documental, histórico, científico e governamental | 1991                    | [ 18 ]       |